# Релінген
Релінген (нім. Rehlingen) — громада в Німеччині, розташована в землі Нижня Саксонія. Входить до складу району Люнебург. Складова частина об'єднання громад Амелінггаузен.
Площа — 65,96 км2. Населення становить 745 ос. (станом на 31 грудня 2021).